# لوس كورالس دي بويلنا
بلدية لوس كورالس دي بويلنا (بالإسبانية: Los Corrales de Buelna)‏، هي إحدى بلديات منطقة كانتابريا, المصنفة على أنها مقاطعة أيضاً، في شمال إسبانيا.
يبلغ عدد سكانها 10.876 نسمة وفقاً لإحصائية سنة (2002).